# باب أنطاكية

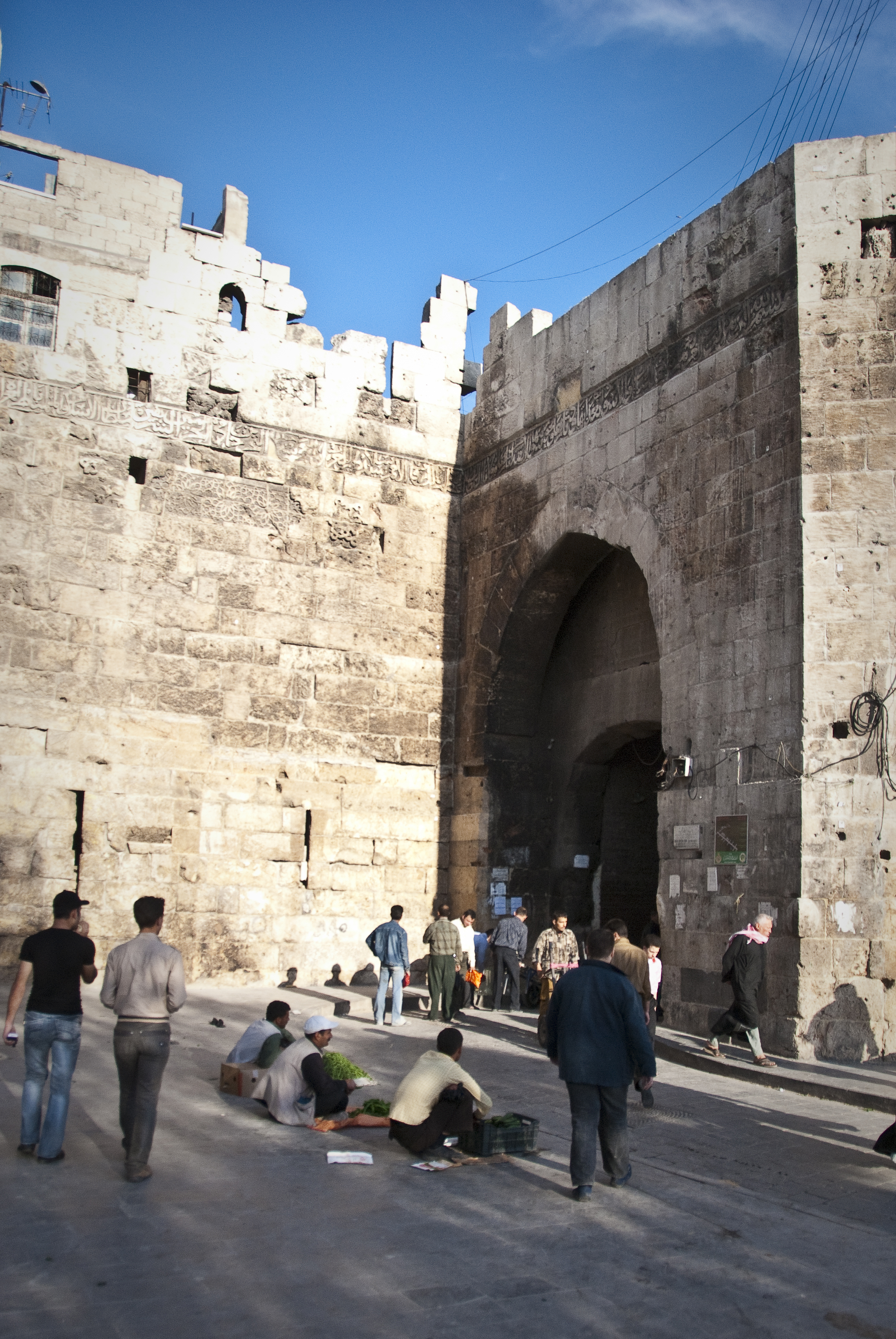

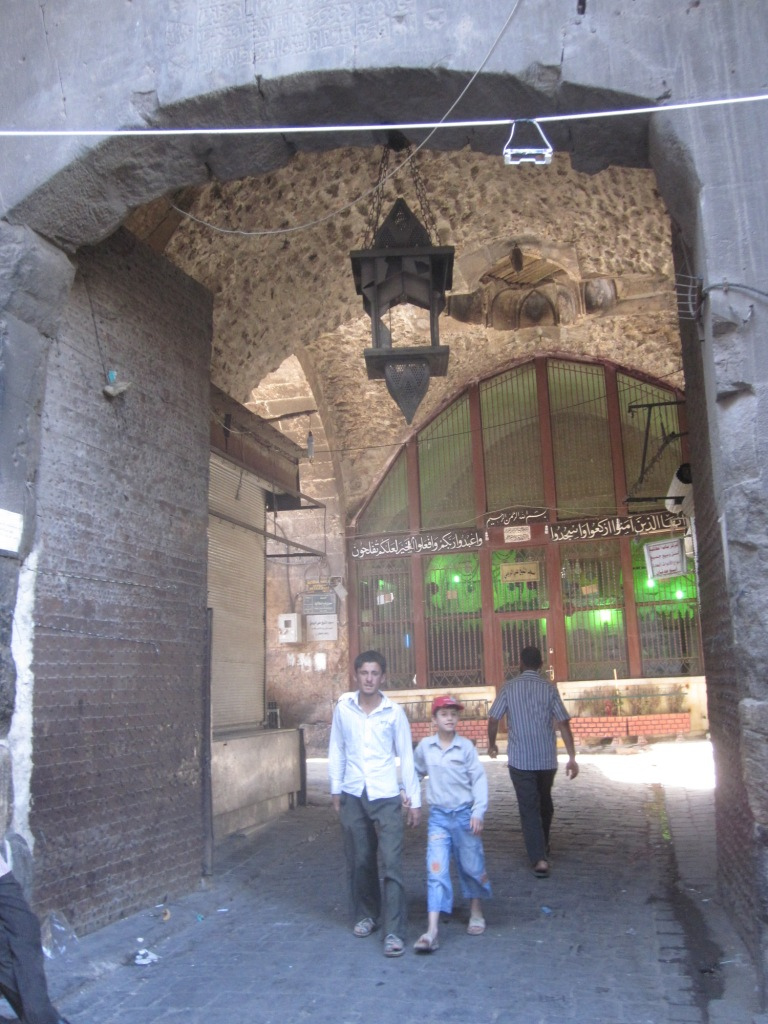

باب أنطاكية إحدى أبواب مدينة حلب القديمة الواقعة في مدينة حلب إحدى المدن الرئيسية في الجمهورية العربية السورية.

## الباب ومعالمه
كان باب أنطاكية يؤدي إلى أنطاكية على الساحل السوري، وهو يطل على الجهة الغربية للمدينة التي يحمل اسمها

## معالم حول الباب
في باب أنطاكية جامع الشعيبية وهو أول جامع بناه المسلمون بحلب عند فتحها ويعد من أقدم المساجد في بلاد الشام ويسمى الآن جامع التوتة، وباب أنطاكية يؤدي إلى العقبة يسارا وإلى الجلوم يمينا وفي مدخله كرة أو (كلة معروف) معلقة في السقف بسلسلة ومربوطة بعصا.
وما تزال تنتشر الحوانيت والمخازن والمحلات التي يقصدها أهل القرى والقاطنين بالقرب من مدينة حلب للبيع والشراء منها، مثل (حوانيت الحدادة وصناعة البراذع والحدوات وبعض الصناعات التراثية القديمة) والصاغة والعديد من المطاعم والقصابة وحوانيت بيع صابون الغار الحلبي الشهير المميز وبمحيط باب أنطاكية أماكن ومباني أثرية تاريخية تعود إلى زمان قد مضى من تاريخ مدينة حلب.